# Christiane-Eberhardine de Brandebourg-Bayreuth
Christiane-Eberhardine de Brandebourg-Bayreuth, née le 19 décembre 1671 Bayreuth, décédée le 5 septembre 1727 à Pretzsch, est princesse-électrice de Saxe, reine titulaire de Pologne et grande-duchesse de Lituanie.
Mariée à Frédéric-Auguste de Saxe, élu roi de Pologne en 1697 sous le nom d'Auguste II, elle est reine de Pologne par mariage mais refuse de se convertir au catholicisme et n'est jamais couronnée. Son attitude lui vaut une grande popularité en Saxe, où l'on craignait que la conversion au catholicisme du prince ne se traduise par une tentative de recatholicisation autoritaire. Elle est surnommée Sachsens Betsäule (le pilier de prière de la Saxe).
Elle devient princesse-électrice lorsque son mari accède à cette dignité à la mort de son frère aîné Jean-Georges IV de Saxe en 1694.

## Famille

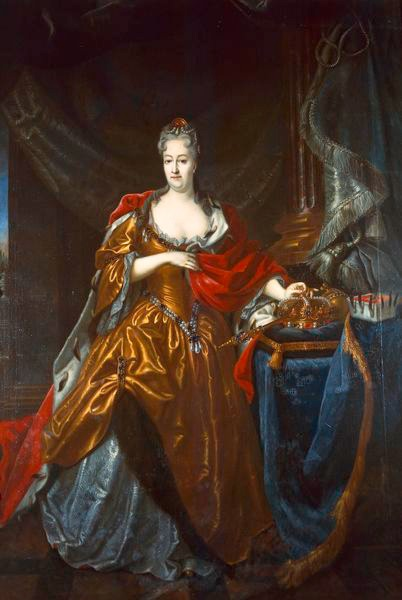
Christiane-Eberhardine de Brandebourg-Bayreuth

Fille de Christian-Ernest de Brandebourg-Bayreuth et de sa seconde épouse Sophie-Louise de Wurtemberg.
Le 20 janvier 1693 Christiane-Eberhardine de Brandebourg-Bayreuth épouse le prince Frédéric-Auguste de Saxe, dit le fort, futur Auguste II de Pologne (1670-1733).
Un enfant est né de cette union : Auguste, avant dernier roi de Pologne sous le nom d'Auguste III.
À son décès, pour la cérémonie funèbre organisée à l'église Saint Paul (église de l'université de Leipzig), Jean-Sébastien Bach composa sa célèbre "Ode funèbre" (Trauerode BWV 198).